# Wiesenthal (Unternehmen)
Die Wiesenthal Handel und Service GmbH war ein Automobil-Handels- und Dienstleistungsunternehmen in Familienbesitz mit Konzernzentrale in Österreich. Sie wurde 2020 von der Schweizer Unternehmensgruppe Merbag Holding Schweiz AG übernommen. Seit September 2022 tritt die Wiesenthal Handel und Service GmbH ausschließlich als Merbag GmbH in Österreich auf. 

## Unternehmensdaten
Die Wiesenthal-Gruppe war eine autorisierte Mercedes-Benz- und smart-Vertretung. Die Vertretung umfasste ebenso Mercedes-AMG Fahrzeuge, die im Wiesenthal AMG Performance Center zum Verkauf angeboten wurden. Neben dem Neu- und Gebrauchtwagenverkauf sowie sämtlichen Werkstatt- und Serviceleistungen umfassten weitere Geschäftsfelder Taxis, Business Kunden und Diplomatic Sales.
Das Unternehmen betrieb 6 Standorte in Österreich sowie das Lack- und Karosseriezentrum MoDrive. In Österreich beschäftigte das Unternehmen ca. 500 Mitarbeiter und bildete jährlich ca. 100 Lehrlinge in den Bereichen Kfz-Technik und Karosseriebautechnik aus. Die Unternehmenszentrale befand sich in Wien.

## Geschichte

### Ab der Gründung
Bereits im Jahr 1924 wurde Günther Wiesenthal Teilhaber der Mercedes-Benz-Vertretungen in Prag und Wien. 1929 erfolgte die Gründung der Motor Import Gesellschaft und ab 1932 war Günther Wiesenthal Geschäftsführer der österreichischen Vertriebsgesellschaft. Ab 1945 widmete sich der Gründer dem Ausbau des österreichischen Vertriebsnetzes, wurde 1958 Präsident von Mercedes-Benz in den USA und Kanada und baute auch dort ein Vertriebsnetz auf. Im Jahr 1960 gründete Günther Wiesenthal die Wiesenthal & Co. KG als Vertriebsgesellschaft für Mercedes-Benz in Ostösterreich. Der Gründer Günther Wiesenthal verstarb 1960.
1964 kam es zum Aus- und Umbau des neuen Hauptsitzes von Wiesenthal im 10. Wiener Gemeindebezirk Favoriten. Patrick Graf Douglas und Susanne Sulke-Wiesenthal, die Tochter des Gründers Günther Wiesenthal, wurden 1972 geschäftsführende Gesellschafter von Wiesenthal. In den folgenden 30 Jahren bauten sie Wiesenthal zu einem internationalen Konzern mit Niederlassungen in der Slowakei, in Ungarn und in den USA aus. Die Geschäftsfelder gingen nun weit über den reinen Vertrieb von Mercedes-Benz hinaus. Service, Finanzierung und
Versicherung komplettierten das Dienstleistungsangebot. 1998 errichtete Wiesenthal einen Stützpunkt für die neue Automarke smart in Wien und übernahm den Vertrieb der Marke für Ostösterreich.

### Seit 2000
Im Jahr 2000 wurde das Unternehmen in eine Aktiengesellschaft umgegründet und firmierte als Wiesenthal & Co AG. Seit 2003 erfolgte der weitere Ausbau des Vertriebsnetzes durch Beteiligungen in Deutschland und der Tschechischen Republik. Im Jahr 2007 wurde das Wiesenthal Performance Center für Fahrzeuge von Mercedes-AMG, designo, SLR McLaren und Maybach im 22. Wiener Gemeindebezirk Donaustadt eröffnet. Im Jahr 2012 wurde die Unternehmensform in eine GmbH geändert.
Im Jahr 2013 wurde der 14. Standort in Wien, in der Triester Straße im 23. Wiener Gemeindebezirk, eröffnet. 2015 kam es zur Umfirmierung der Wiesenthal Handel & Service GmbH. Daraufhin folgte ein Umstrukturierungsprozess, mit dem Ziel einer schlankeren und effizienteren Organisation. Im Zuge dessen wurde das US-Geschäft (Austrian Motors Corporation) und die Finanzierungssparte des Unternehmens (Welcome) verkauft. Im selben Jahr wurde der 15. Standort in Oberwart eröffnet. Im Jahr 2016 wurde Felix Clary und Aldringen neuer Vorstand der Wiesenthal Autohandels AG. Dann im Jahr 2018 wurden die 11 an  Wiesenthal angeschlossenen Vertriebsagenturpartner mit eigenen Servicewerkstätten von Wiesenthal an Mercedes-Benz Österreich in Salzburg abgegeben. Die bisherigen Wiesenthal-Standorte in Niederösterreich und Burgenland – Krems, Zwettl, Unterradlberg, St. Pölten, Eisenstadt, Oberwart, Oberpullendorf und Strebersdorf – wurden mit 1. Mai 2018 von der deutschen AVAG-Gruppe übernommen.
Ab diesem Zeitpunkt fokussiert Wiesenthal seine Geschäftstätigkeiten in Österreich auf Wien und Umgebung mit den Standorten Wiesenthal Wiedner Hauptstraße, Donaustadt, Troststraße, Liesing, Triester Straße, Performance Center, Mo´Drive sowie Wiesenthal Brunn und festigt somit seine Position als Mercedes-Benz Hauptstadthändler. Im Jahr 2019 übernimmt Henrik Starup-Hansen die Vorstandsposition der international tätigen Wiesenthal Autohandels AG von Dr. Felix Clary und Aldringen, der in den Aufsichtsrat wechselt. Gleichzeitig ist der gebürtige Däne Starup-Hansen Geschäftsführer der Wiesenthal Handel und Service GmbH mit nunmehr 6 Standorten in Österreich. Seit März 2019 fungierte Wiesenthal zusätzlich als Vertriebs- und Servicepartner für Mercedes-Benz Transporter.
Seit Ende März 2020 steht die Wiesenthal Handel und Service GmbH im Eigentum der zur Schweizer Merbag-Gruppe gehörenden Mercedes-Benz Automobil AG mit Sitz in Schlieren bei Zürich. Mit 1. April März 2021 übernehmen Martin Heger (CEO) und Alexander Fardossi (CFO) die Geschäftsführung der Wiesenthal Handel und Service GmbH von Starup-Hansen. Im September 2022 wurde das Österreich-Geschäft des Unternehmens von der Merbag Holding AG übernommen. Seitdem  tritt die Wiesenthal Handel und Service GmbH ausschließlich als Merbag GmbH in Österreich auf.